# Кечмания 8
Кечмания 8 (на английски: WrestleMania VIII) е осмото годишно pay-per-view събитие от поредицата Кечмания, продуцирано от Световната федерация по кеч (WWF). Събитието се провежда на 5 април 1992 г. в Индианаполис, Индиана.

## Обща информация
Карда включва две основни събития, които и двете са на официалния промоционален плакат. В първия, Световния шампион в тежка категория на WWF Рик Светкавицата защитава титлата си срещу Ренди Савидж, а във втория Хълк Хоган се изправя срещу Сид Джъстис. В резултат на двойното основно събитие, Кечмания 8 има двойно мото – „Разбито приятелство!“ и „Аферата Мачо/Флеър!“

## Резултати
| №                                                                        | Резултати | Правила                                                       | Време |
| ------------------------------------------------------------------------ | --- | ------------------------------------------------------------- | ----- |
| 1Т                                                                       | Дърварите (Дърваря Буч и Дърваря Люк) побеждават Братята Бевърли (Бо Бевърли и Блейк Бевърли)                                        | Отборен мач                                                   | 10:00 |
| 2                                                                        | Шон Майкълс (със Сензационната Шери) поб. Тито Сантана                                                                               | Индивидуален мач                                              | 10:38 |
| 3                                                                        | Гробаря (с Пол Беърър) поб. Джейк Робъртс                                                                                            | Индивидуален мач                                              | 06:36 |
| 4                                                                        | Брет Харт поб. Роди Пайпър (ш) | Индивидуален мач за Интерконтиненталната титла на WWF         | 13:51 |
| 5                                                                        | Биг Бос Мен, Джим Дъгън, Сержант Слоутър и Върджил поб. Маунти, Гадните момчета (Брайън Нобс и Джери Сагс) и Рипо Мен (с Джими Харт) | Осморен отборен мач                                           | 06:33 |
| 6                                                                        | Ренди Савидж (с Мис Елизабет) поб. Рик Светкавицата (ш) (с Мистър Пърфект)                                                           | Индивидуален мач за Световната титла в тежка категория на WWF | 18:04 |
| 7                                                                        | Татанка поб. Рик Мартел | Индивидуален мач                                              | 04:33 |
| 8                                                                        | Природните бедствия (Земетресението и Тайфун) поб. Пари ООД (Ървин Р. Шистър и Тед Дибиаси) (ш) (с Джими Харт) чрез отброяване       | Отборен мач за Световните отборни титли на WWF                | 08:38 |
| 9                                                                        | Оуен Харт поб. Скинър | Индивидуален мач                                              | 01:36 |
| 10                                                                       | Хълк Хоган поб. Сид Джъстис (с Харви Уипълман) чрез дисквалификация                                                                  | Индивидуален мач                                              | 12:28 |
| - (ш) – указва шампиона/шампионите в мача - Т – показва, че мача е тъмен | |                                                               |       |